# Барцева Софія Базирівна
Софія Базирівна Барцева (1929 ― 2015) — радянська бурятська балерина, танцівниця, Заслужена артистка Бурятської АРСР, Народна артистка Бурятської АРСР, солістка Бурятського державного театру опери та балету імені Г. Ц. Циндинжапова (15) танцю «Байкал» (1954—1963), кавалер Ордену «Знак пошани».

## Життєпис
Народилася в 1929 році в селі Аляти Аларського району Бурят-Монгольської АРСР Російської РФСР .
1937 року почала займатися в хореографічній групі музично-драматичного театру в Улан-Уде. Цю групу організував випускник Московської балетної школи Михайло Арсеньєв разом із дружиною. 1940 року з ініціативи Арсеньєвих із бурятських дітей набирали учнів до Ленінградського хореографічного училища, серед них була і Софія.
З початком німецько-радянської війни Софія Барцева перервала заняття і повернулася до Бурятії, де навчалася на балетному відділенні Улан-Уденського театрально-музичного училища, яке закінчила в 1949 році.
Ще під час навчання в училищі 1946 року почала працювати в балеті Бурятського державного театру опери та балету імені Г. Ц. Цидинжапова, на сцені якого виконувала низку провідних партій у виставах.
У 1954 році Барцева стала солісткою балету Бурятського державного ансамблю пісні та танцю «Байкал». Багато працювала над підвищенням своєї професійної майстерності. У репертуарі артистки входили негритянський, мексиканський, молдовський, індійський та бурятський танці. При виконанні цих характерних танців вона зберігала національний колорит.
Разом з Б. Єгоровим, В. Тумурова, М. Санжієвим, Софія Барцева брала участь у більшості програм ансамблю. У дні Декади бурятського мистецтва та літератури в Москві 1959 року виходила на сцену Колонної зали Будинку Спілок «Індійським танцем». Гаряче приймали москвичі та «Башкирський танець» у виконанні заслужених артистів республіки С. Барцевої та Б. Єгорова. Тоді ж вони разом із Максимом Санжієвим у концерті, що проходив у Центральному домі літераторів, подарували глядачам монгольський танець «У степу» на музику Дамдінсурена:

Ця лірична сценка, поставлена М. Арсеньєвим, була і залишається, поряд з «Індійським танцем», одним із найяскравіших, найталановитіших робіт ансамблю «Байкал». Завершеність і досконалість цього танцю, його висока художня краса, виразність були зумовлені, перш за все, талантом виконавців, їх прагненням мислити пластичними образами, вмінням надати традиційним формам нового звучання.— 
У складі ансамблю «Байкал» гастролювала багатьма містами Радянського Союзу та Монголії.
За творчі досягнення, за внесок у розвиток бурятського танцювального мистецтва Софії Барцевій у 1955 році надано почесне звання «Заслуженої артистки Бурятської АРСР». У 1959 році за успіхи в розвиток радянського мистецтва та у зв'язку з Декадою Бурятського мистецтва та літератури в Москві нагороджена орденом «Знак пошани». За внесок у розвиток та збереження бурятської культури та мистецтва вона удостоєна почесного звання «Народна артистка Бурятської АРСР».
З 1963 року Софія Барцева жила в Криму. Там при Будинку культури медпрацівників було створено народний оперний театр, у якому Софія Базировна працювала балетмейстером до 2009 року.
Померла 3 листопада 2015 року в Криму.